# Нелюдь (манга)
«Нелюдь» (яп. 亜人 адзин, букв. «получеловек», «недочеловек») — научно-фантастическая манга авторства Цуйны Миуры с иллюстрациями Гамона Сакураи. Манга публиковалась с мая 2012 по февраль 2021 года в журнале good! Afternoon издательства «Коданся». Начиная со второго тома Гамон Сакураи полностью берёт на себя авторство, включая и сюжет, и иллюстрации. Произведение было номинировано на седьмой ежегодной премии «Манга тайсё», а также на восемнадцатой культурной премии Осаму Тэдзуки. Является довольно продаваемой мангой в Японии: по данным ANN с 18 ноября 2013 по 18 мая 2014 года было продано 1 005 434 копий.
О выходе аниме-адаптации оригинальной манги в виде трилогии двухчасовых фильмов было объявлено в журнале good! Afternoon, где публикуется сама манга. Фильмы вышли в 2015—2016 годах. В 2016 году также вышел аниме-сериал на основе манги.

## Сюжет
На боевом полигоне в Африке были найдены неведомые ранее людям бессмертные формы жизни. Их изучают, отрезая им конечности, причиняя сильную боль, вырезая и продавая органы, считая, что всё это лишь для блага человечества. Люди боятся нелюдей, потому что они внешне ничем не отличаются от людей и находятся среди них. Пока человек не умрёт, он не может полностью быть уверен, что он сам не нелюдь. Главный персонаж — ученик старшей школы Кэй Нагаи, который узнаёт о своих способностях совершенно случайно. Прямо перед началом летних каникул Кэй попадает под машину, но спустя пару секунд «оживает». На уроке биологии его классу рассказывали о нелюдях, высказывание «он может быть среди нас» заставило их задуматься. Быстро опомнившись, Кэй решает сбежать из города, чтобы не быть пойманным. Единственный человек, который может помочь ему, даже узнав о том, что он нелюдь, — его лучший друг, Кайто.

## Терминология
Нелюдь (яп. 亜人 адзин) — бессмертная форма жизни, впервые открытая в 1990 году в районе африканского боевого полигона. Тогда нелюдей посчитали «божественными солдатами» и стали изучать их в качестве новой расы, на благо человечества. В современном обществе люди боятся этих существ, считают их преступниками и готовы подозревать каждого, кто ведёт себя странно. Если нелюдь обнаружен, то за ним ведётся погоня, о нём сообщают в новостях, объявляют о мнимом большом вознаграждении за его поимку. Схваченные нелюди подвергаются жестоким экспериментам в целях исследования вида. Нелюдь внешне ничем не отличается от обычного человека. После смерти нелюди показывают высокую степень регенерации: раны мгновенно заживают, повреждённые органы создаются заново. До момента «смерти» нелюдь не способен к повышенной регенерации. Крик нелюдя способен парализировать человека на определённое время, однако от этого можно защититься, если человек заткнёт уши или воспримет нелюдя как обычного человека. Среди людей, занимающихся изучением нелюдей, этот крик известен как временный паралич или «рефлекс мнимой смерти». Известно о сорока шести нелюдях по всему миру. Два из них находятся в Японии, не считая Кэя. Неизвестно, сколько нелюдей существует на самом деле, потому что они могут скрывать свою природу, не желая стать жертвой ужасных экспериментов.
Чёрный призрак (яп. 黒い幽霊 курой ю:рэй) — сущность, которая может поддерживать связь с нелюдем, наносить физические атаки и повторять фразы. Внешне напоминает мумию с оголёнными костями, может изменять форму и «растворяться», но в отличие от нелюдей, их способность к регенерации снижена. Каждый нелюдь имеет такого призрака, однако не все могут манипулировать им. К примеру, чёрный призрак Кэя не особо подчиняется ему, но стремится его защитить. Нелюдей, которые могут контролировать своего призрака, называют «иным видом» (яп. 別種 бэссю). Обычному человеку призраки не видны из-за низкого показателя преломления — пропускная способность призраков выше, чем у стекла, — поэтому они кажутся невидимыми, однако нелюди могут видеть своих и чужих призраков. Призраки обладают большой силой и способны разорвать человеческое тело.

## Персонажи
- Кэй Нагаи (яп. 永井 圭 Нагаи Кэй) — главный герой, семнадцатилетний студент, является нелюдем. Перед началом летних каникул по пути домой Кэй «погибает» в дорожно-транспортном происшествии, «оживая» через пару секунд, что подтверждает его сущность нелюдя. Видел чёрного призрака с самого детства, однако принимал его за галлюцинации. Сам призрак практически ему не подчиняется и действует по своему усмотрению, пытаясь защитить Кэя, но может так же ему навредить по вине самого Кэя. Также может длительное время сохранять свою форму (30 минут) и, в отличие от других, может быть призван более 9 раз. Поначалу кажется, что Нагаи действительно переживает за людей, однако на самом деле холоден и обладает рациональным мышлением, порой даже бессердечным. Чаще всего не ценит никого, кроме себя. Бросил собственного друга. «Отброс, вспоминающий других только тогда, когда самому плохо». Стремится к мирной жизни для себя независимо принесённых для этого жертв.
- Кайто (яп. 海斗) — лучший друг Кэя с самого детства. Поддерживает его даже после того, как узнаёт правду о нём. Когда жизни Кэя угрожала опасность, Кайто не раздумывая начал защищать его. Голос нелюдя Кэя ему нипочём, так как действует только на тех, кого нелюдь считает врагами.

### Министерство здравоохранения, труда и благосостояния Японии
- Ю Тосаки (яп. 戸崎 優 Тосаки Ю:) — главный следователь по нелюдям министерства. Является жестоким человеком, которого мало волнует защита людей и их безопасность. Знает, что Идзуми нелюдь, чем шантажирует её.
- Сокабэ (яп. 曽我部) — надсмотрщик за Тосаки с возможностью встать на его место.

### Нелюди
- Сато (яп. 佐藤 Сато:) — нелюдь, который ненавидит людей. Он заинтересован Кэем и когда-то спас его из лаборатории. Утверждает, что хочет мира в человеческом мире и решения конфликта между нелюдями и людьми, но на самом деле хочет набрать команду нелюдей для противостояния человечеству. Харизматичен, целеустремлён, находчив. Хорош в бою, умело обращается с оружием, которое выменивает на органы для пересадки. Бывший спецназовец армии США.
- Кодзи Танака (яп. 田中 功次 Танака Ко:дзи) — напарник Сато, был спасён им из лаборатории. Являлся вторым официально пойманным нелюдем в Японии. Сосредоточившись, способен видеть глазами призрака. Верен Сато.
- Идзуми Симомура (яп. 下村 泉 Симомура Идзуми) — помощница Тосаки, является нелюдем. Может контролировать своего призрака, зовёт его Куро-тян. Настоящее имя — Ёко Таинака (яп. 田井中 陽子 Таинака Ё:ко).
- Ко Накано (яп. 中野 攻 Накано Ко) — напарник Кэя. Глупый, но сильный и выносливый подросток. Окончил только 9 классов. Влюблён в Идзуми. Хочет остановить Сато.
- Масуми Окуяма (яп. 奥山 真澄 Окуяма Масуми) — приверженец Сато, специалист по оружию и компьютерной технике. Непригоден для боя, так как родился с недоразвитой ногой и ходит с тростью. Не любит войну.
- Такэси Котобуки (яп. 琴吹 武 Котобуки Такэси) — заключённый в одной из тюрем. Его чёрный призрак имеет крылья. Характер схож с Нагаи.

## Медиа

### Манга
«Нелюдь» написан и проиллюстрирован Гамоном Сакураи. Изначально автором манги значился и Цуйна Миура, но после первого тома его имя пропало из списка авторов и с тех пор над мангой работал только Сакураи. Серия публиковалась в журнале Good! Afternoon издательства Kodansha с 6 июля 2012 по 5 февраля 2021 года.
| № | На японском языке    | На японском языке      | На русском языке     | На русском языке       |
| № | Дата публикации      | ISBN                   | Дата публикации      | ISBN                   |
| --- | -------------------- | ---------------------- | -------------------- | ---------------------- |
| 1 | 7 марта 2013 года    | ISBN 978-4-06-387868-4 | 9 октября 2017 года  | ISBN 978-5-91996-125-3 |
| - 01. «Об одном происшествии и его последствиях» (яп. 発覚とその後の行動について хаккаку то соного но ко:до: ни цуйтэ) - 02. «О первом дне новой жизни и ночном нападении» (яп. １日目、深夜の事象について ити-нити-мэ, синя но дзисё: ни цуйтэ) - 03. «О бегстве и новых опасностях» (яп. 逃走と脅威について то:со: то кё:й ни цуйтэ) - 04. «О расследовании и причастных к нему» (яп. 尋問と協力者について дзиммон то кё:рёку-ся ни цуйтэ) - 05. «О странных событиях и некоей организации» (яп. 発現と組織について хацугэн то сосики ни цуйтэ) |                      |                        |                      |                        |
| За 17 лет до начала основных событий в Африке был найден и пойман первый нелюдь. После их стали встречать всё чаще, и теперь за их поимку или сведения о местонахождении обещают награду, а самих нелюдей не считают за полноценных людей и относятся как к животным, ставя на них нечеловеческие опыты. В детстве Кэй Нагаи увидел чёрного призрака. Когда в старшем школьном возрасте его на глазах одноклассников сбивает грузовик, он регенерирует и встаёт на ноги. С этого момента на него начинается охота как на нового нелюдя. Старый друг Кайто помогает ему бежать в горы, но Кэя узнают оказавшиеся поблизости люди и нападают на них. Осознав, что своим криков он может заставлять людей каменеть, Кэй спасается. Он непроизвольно вызывает чёрного призрака, и тот останавливает машину свидетелей на железнодорожном перегоне перед проезжающим поездом. Вскоре на Кэя с Кайто нападает одинокий мотоциклист, но Кайто убивает его. Впоследствии Кэй бросает Кайто, чтобы не подвергать того опасности. Своё расследование начинает Ю Тосаки, служащий Министерства народного благосостояния Японии. Когда его подручная Идзуми Симомура допрашивает в больнице сестру Кэя Эрико, на них нападает чёрный призрак другого нелюдя и убивает Идзуми и полицейских в палате. Идзуми воскрешает и вызывает своего чёрного призрака. Сражение оканчивается ничьей, но Эрико под шумок похищают. С Кэем связывается организатор похищения, нелюдь Сато по прозвищу «Кепка». |                      |                        |                      |                        |
| 2 | 7 июня 2013 года     | ISBN 978-4-06-387902-5 | 22 декабря 2017 года | ISBN 978-5-91996-156-7 |
| - 06. «Пересмотр взглядов» (яп. 心機一転 син киитэн) - 07. «003» - 08. BLINDNESS - 09. KILLTACULAR (яп. キルタキュラー кирутакюра:) - 00. «Инцидент Синъя Накамуры» (яп. 中村慎也事件 Накамура Синъя дзикэн) |                      |                        |                      |                        |
| Сато назначает Кэю встречу в отдалённом синтоистском храме и сообщает ему, что отпустил Эрико. Выяснив, что Кэй о ней беспокоился, он тайком приказывает Кодзи Танаке, нелюдю, спасённому им из пыточной камеры научно-исследовательского центра «Синодзаки-Сэймэй» месяц назад и напавшему на больницу, усыпить парня, затем они подбрасывают его в полицейский участок. Кэя помещают в такую же пыточную камеру, где держали Танаку, и начинают пытать (Тосаки хочет увидеть проявление силы чёрного призрака, так как считается, что им владеют не все нелюди, но Кэй отказывается убивать людей, чтобы не предавать Кайто). Из США прилетает перебравшийся туда в 1999 году профессор Икуя Огура. Сато и Танака нападают на лабораторию, чтобы похитить профессора и Кэя, а также обратиться к населению Японии от лица нелюдей. В главе-предыстории рассказывается о том, как за полтора года до основных событий разбившийся на мотоцикле Синъя Накамура узнал, что он нелюдь. Когда служащие Комитета по делам нелюдей настигли его, друг Синъи Юскэ, узнав, что он нелюдь, подставился под выстрел одного из служащих, после чего застрелили и Синъю. От шока тот вызвал целую армию чёрных призраков, разорвавших нападавших на части. Публичную охоту на него не начинали, расследование тайно поручили Тосаки, решившему подыскать себе помощника-нелюдя. |                      |                        |                      |                        |
| 3 | 7 ноября 2013 года   | ISBN 978-4-06-387934-6 | 7 февраля 2018 года  | ISBN 978-5-91996-141-3 |
| - 10. «Настоящий Кэй Нагаи», часть 1 (яп. 本当の永井 圭❶ хонто: но Нагаи Кэй ити) - 11. «Настоящий Кэй Нагаи», часть 2 (яп. 本当の永井 圭❷ хонто: но Нагаи Кэй ни) - 12. «Настоящий Кэй Нагаи», часть 3 (яп. 本当の永井 圭❸ хонто: но Нагаи Кэй сан) - 13. «Задача А» (яп. 作戦A сакусэн э:) - 14. «За сценой» (яп. 舞台裏 бутаиура) |                      |                        |                      |                        |
| Сато освобождает Кэя, но разочаровывается в нём как в союзнике. Когда он начинает убивать безоружных лаборантов, Кэй выхватывает у него винтовку и убивает его самого, после чего с оставшимися в живых медиками пытается бежать. В процессе одного из них убивают, а Кэю с Сато удаётся узнать, что при столкновении головами чёрные призраки могут передать своим хозяевам обрывочные воспоминания противников. Кэю удаётся сбросить последнего лаборанта с крыши лаборатории в кусты (сразу после приземления тот показан живым) и прыгнуть в сливной канал, открытый по случаю ливня. Сато, одевшись в костюм-двойку и посадив Танаку в робе пациента на инвалидную коляску, раскрыл собравшимся журналистам правду о том, что награду за поимку нелюдя правительство не обещало (это сделали журналисты после раскрытия Танаки несколькими годами ранее), а пойманных нелюдей пытают в качестве лабораторных крыс (в воспоминаниях Тосаки показаны и другие способы применения — в краш-тестах и опытах с новыми лекарствами). Он назначает митинг в поддержку нелюдей перед зданием Министерства народного благосостояния, но на него приходят только невидимые людям в обычных обстоятельствах чёрные призраки. Воспользовавшись нападением Сато, Тосаки убивает охранника Икуи Огуры и похищает профессора, выдав труп одной из жертв Сато за его. |                      |                        |                      |                        |
| 4 | 7 мая 2014 года      | ISBN 978-4-06-387972-8 | 3 апреля 2018 года   | ISBN 978-5-91996-169-7 |
| - 15. FIGHTER (яп. キルタキュラー кирутакюра:) - 16. «Беглец» (яп. 逃亡者 то:бо:ся) - 17. DOUBLE TEAM (яп. ダブルチーム дабуру ти:му) - 18. FRINGE (яп. フリンジ фуриндзи) - 19. «На полной скорости!» (яп. 派手に行こうぜ！ хадэ ни ико: дзэ) |                      |                        |                      |                        |
| Сато назначает нелюдям встречу в недостроенной высотке в прилеске. На ней он сообщает, что собирается устроить геноцид, чтобы заставить людей дать нелюдям права. Трое из шести не соглашаются, но бежать удаётся только одному, подростку Ко Накано. Ещё один пытается убедить Танаку, что действия Сато только ухудшат положение нелюдей. По приказу Сато несогласных разрезают на части и помещают в закрытые бочки. Тосаки удаётся различить лицо Накано на видеозаписи с камеры перед Министерством народного благосостояния и догадаться, что он смотрит на чёрного призрака. Он посылает за подростком отряд наёмников, служивший чиновнику, убитому Синъей Накамурой. Накано удаётся скрыться при помощи сердобольной соседки, и он находит Кэя в деревне, где тот тренируется управлять чёрным призраком. Ко предлагает ему совместно бороться с Сато, но Кэй обездвиживает его и запирает в брошенном грузовике — спокойная жизнь в тихой деревне его вполне устраивает. Тосаки достаёт Икуе Огуре его сигареты (марку больше не выпускают), и тот рассказывает о слабостях чёрных призраков (или, на американский лад, IBM). Приставленный к нему надсмотрщик Сокабэ догадывается, что он держит Огуру под замком, и вытягивает из него информацию. Сато оставляет в интернете видео с угрозой разрушить здание фармацевтической компании «Гранд-Сэйраку», причастной к экспериментам над нелюдями. Он захватывает пассажирский самолёт и сталкивает его со зданием в назначенное время. Танака при этом спасает жизни двум девушкам, отговорив их идти к зданию. |                      |                        |                      |                        |
| 5 | 7 ноября 2014 года   | ISBN 978-4-06-388007-6 | 9 апреля 2018 года   | ISBN 978-5-91996-163-5 |
| - 20. «Удар ниже пояса» (яп. サッカーパンチ сакка:панти) - 21. Battlefield: Bad Company (яп. バトルフィールド バッドカンパニー Баторуфи:рудо Баддокампани:) - 22. «Нелюдь» (яп. (亜人 адзин) - 22,5. «Нелюдь, часть 2» (яп. (亜人② адзин ни) (в русском издании объединена с предыдущей главой) - 23. «Меченые» (яп. 選ばれた男 эрабарэта отоко) - 24. COME WITH ME!! |                      |                        |                      |                        |
| Один из новых сообщников Сато, специалист по оружию и компьютерной технике Окуяма, с помощью дрона доставляет ему мини-камеру с креплением на ухе и дробовик, ещё двое, Гэн и Такахаси, размещаются на одной из соседних крыш со снайперской винтовкой. Спецсилы японской полиции пытаются захватить Сато, непрерывно убивая, но снайпер им мешает. С полицейскими же снайперами разбирается Танака. Сато побеждает спецназ и беспрепятственно уходит от парализованных полицейских. Вертолёт репортёров сбивает дрон Окуямы. Профессор психологии Сё Фудзикава выступает по телевидению, резко высказываясь об опасности нелюдей. При этом по ТВ ещё раз показывают лицо Кэя. Жители деревни, в которой он укрылся, подозревают его и расстреливают. Кэю удаётся бежать. Он слышит речь профессора Фудзисавы и понимает, что, пока Сато на свободе, спокойной жизни ему не видать. Кэй освобождает Накано, и они бегут из деревни. Сато объявляет о начале второй волны борьбы за права нелюдей, так называемой «Чистке». Она заключается в убийстве 11 человек, причастных к положению нелюдей в обществе. В список входит и Тосаки. Кэй узнаёт о том, что невеста Ю находится в коме, и берёт её в заложницы в обмен на гарантию неприкосновенности со стороны Тосаки и его наёмников. Также они договариваются о совместной работе против Сато. |                      |                        |                      |                        |
| 6 | 5 июня 2015 года     | ISBN 978-4-06-388067-0 | 21 апреля 2018 года  | ISBN 978-5-91996-164-2 |
| - 25. «Первый день» (яп. 初日 сёнити) - 26. GENIUS..? - 27. «Идзуми Симомура» (яп. 下村 泉 Симомура Идзуми) - 27,5. «Идзуми Симомура, часть 2» (яп. 下村 泉② Симомура Идзуми ни) (в русском издании объединена с предыдущей главой) - 28. «Стена» (яп. 壁 кабэ) |                      |                        |                      |                        |
| Тосаки оборудует аванпост в частном доме в лесу, куда перевозит Кэя, Ко и Икую. Там подростки тренируются боевым навыкам вместе с наёмниками и разрабатывают план поимки Сато. Между бездушным Кэем и наёмниками возникает конфликт. Кэй сомневается, стоит ли открыться людям. Один из наёмников, Хирасава, говорит ему, что Кэю это не нужно, — Нагаи хорош таким, какой есть. Через два месяца после инцидента Синъя Накамуры Тосаки навещает в больнице девушку по имени Ёко Таинака. Она числится в Комитете по делам нелюдей «непроверенным нелюдем». В выпускном классе школы Ёко хотела покончить с собой из-за того, что отчим спускал все деньги, заработанные Ёко и её матерью, на развлечения и проституток, а парень самой Ёко ей изменил. Когда она перерезала себе вены в ванной собственной квартиры, пьяный отчим, не заметив кровь, попытался схватить её за зад, но та стала отбиваться ножом. Отчим зарезал её и стал сообщать в полицию о нелюде. Ёко успела сбежать и стала зарабатывать на жизнь проституцией, но в двадцать лет заболела ЗППП. Убивать себя, чтобы вылечиться, она не стала. В больнице Тосаки рассказал ей, что, когда Ёко бежала из родного дома, её мать набросилась на отчима с ножом, чтобы не дать ему донести в полицию о нелюде (поэтому её и пометили непроверенной), и они зарезали друг друга, чем дал ей новую надежду на человечество. Она согласилась стать его телохранителем и выбрала себе новое имя, Идзуми Симомура. Такэси Котобуки удалось сбежать из укреплённой тюрьмы на митинг перед Министерством народного благосостояния, организованный Сато, но идти на встречу он не стал, а вернулся в тюрьму. После месяца бесплодных допросов его посадили в одну камеру со схваченным за помощь нелюдю Кайто и тремя другими преступниками. Весь день те угрожали ему, заставляя рассказать, как он сбежал, но Кайто его защищал. В итоге их посадили в карцер, а Такэси, увидев, как тот верит в Нагаи, пообещал Кайто вытащить его из тюрьмы, если он захочет помочь Кэю. При этом он не раскрыл Кайто, что является нелюдем, а у его чёрного призрака есть крылья. |                      |                        |                      |                        |
| 7 | 6 ноября 2015 года   | ISBN 978-4-06-388098-4 | 21 апреля 2018 года  | ISBN 978-5-91996-213-7 |
| - 29. Listen! - 30. Call of Duty - 31. Don't say "lazy" - 31.5. «Don't say "lazy". Часть 2» (в русском издании объединена с предыдущей главой) - 32. «Начало атаки» (яп. 攻撃開始 ко:гэки кайси) - 33. «Непобедимые» (яп. 無敵 мутэки) |                      |                        |                      |                        |
| Тосаки догадывается, что среди членов комитета по делам нелюдей есть «крыса», и говорит Сокабэ, что появится на следующей встрече комитета, но сам не приходит. Однако в помещение врываются два чёрных призрака, и владелец одного из них, Такахаси, в ярости убивает информатора, оцарапав нос министру здравоохранения. Тот, перепуганный до смерти, соглашается на уступки Сато, однако Кэй и Тосаки понимают, что до них противнику уже нет дела: он просто хочет убить всех людей из списка — то есть как бы пройти игру (Тосаки находит бывшего сослуживца Сато, настоящим именем которого оказывается Сэмюэль Т. Оуэн, и тот, Картер, рассказывает, что бывшего щупленьким солдатом Сато куда-то перевели с первых недель муштры, а через несколько лет, в 1976 году, Картер и Сэмюэль — уже солдат спецотряда — встретились вновь во время операции по спасению из плена брата первого из вьетнамского плена. Операцию должны были провести тихо, но Сэмюэль, чтобы операция стала интереснее, намеренно раскрыл команду и завязал бой, в результате чего лишился ноги, а его отряд потерял бойца, в результате чего Оуэн был с позором уволен из армии). Из воспоминаний самого Сато становится видно, что тяга к убийствам проявилась у него ещё в раннем детстве. Несмотря на отмену операции по поимке Сато отряд Тосаки продолжает свою работу нелегально. Тосаки решает устроить засаду в здании фирмы «Безопасность Forge», главой которой является его бывший сокурсник Кэйити Каи. Он и его секретарша Наоми Ри также находятся в списке Сато. Через несколько дней нападение и правда происходит: Масами Окуяма официально устраивается в компанию. Ему удаётся отравить техперсонал фирмы углекислым газом и захватить командный центр. Танака, Такахаси и Гэн проникают в задние с главного входа, убив охрану, и Окуяма закрывает за ними укреплённые перегородки. Кэй убеждается, что Сато с ними нет. |                      |                        |                      |                        |
| 8 | 6 мая 2016 года      | ISBN 978-4-06-388137-0 | 1 июля 2019 года     | ISBN 978-5-91996-214-4 |
| - 34. Splinter Cell (яп. スプリンターセル Супуринта: Сэру) - 35. The Man Trap - 35.5. The Man Trap 2 (в русском издании объединена с предыдущей главой) - 36. Doom - 37. Shadowrun (яп. シャドウラン Сядо:ран) - 38. Battlefield Hardline (яп. バトルフィールドハードライン Баторифи:рудо Ха:дораин) |                      |                        |                      |                        |
| Кэй решает заманить Сато в здание, чтобы за раз поймать всех противников. Он нарочно показывает себя Окуяме, и тот звонит Сато, чтобы сообщить об этом. Через секунду его усыпляет Тосаки. Он берёт помещение серверной под свой контроль. Когда команда Танаки добирается до кабинета президента фирмы, который укрывается в тайном убежище, оставляя Ри вместе с наёмниками Тосаки, Кэй через вентиляцию заполняет комнату частицами IBM. Так как их видят только нелюди, наёмникам удаётся усыпить всех нападавших, но перед этим Ри просит у Танаки прощения за все опыты, которые над ним проводила компания. В здание допускают полицию. Сато отрубает себе кисть руки и отправляет в здание «Безопасности Forge» в упаковке куриных крылышек. Его «шестёрка» в этой фирме делает вид, что это его заказ. Сато же измельчает себя с помощью дробилки, установленной на соседнем с его убежищем лесозаготовительном предприятии. Так как нелюди отращивают тело из самого крупного куска тела, из кисти руки, присланной в «Безопасность Forge», вырастает целый Сато. Он освобождает команду Танаки и взрывает помещение с вентилятором и запасным энергогенератором, из-за чего Кэй не может вновь использовать на нём свою тактику, а основной отключает, завязывая партизанскую войну. Кэй и Накано удаётся задержать Танаку, но из-за того, что они не знали, по какой лестнице он направился на верхние этажи здания, они разделились с пришедшей им на помощь Симомурой. Девушке удалось попасть транквилизатором в грудь Танаки, а Кэя замечают полицейские. Сато, мастерски используя особенности нелюдей, играючи убивает одного из наёмников Тосаки. |                      |                        |                      |                        |
| 9 | 7 октября 2016 года  | ISBN 978-4-06-388189-9 | 2 августа 2019 года  | ISBN 978-5-91996-210-6 |
| - 39. Battlefield Hardline 2 (яп. バトルフィールドハードライン ２ Баторифи:рудо Ха:дораин ни) - 40. Battlefield Hardline 3 (яп. バトルフィールドハードライン ３ Баторифи:рудо Ха:дораин сан) - 41. Конец вечеринки (яп. 祭りのあと мацури но ато) - 42. Хирасава (яп. 平沢) - 43. Ссора (яп. ケンカ кэнка) |                      |                        |                      |                        |
| Воспользовавшись тем, что о Накано полицейские не знают, им с Кэем удалось обезвредить четверых противников и подняться выше. Игра же Симомуры попала в бронежилет Танаки, и ему удалось, притворившись спящим, приковать девушку к лестнице. Однако её воскрешение после предшествующей этому смертельной травмы сняли на смартфоны два очевидца, и Танака, поколебавшись, решает убить их и разбить смартфоны, чтобы Идзуми не прошла через то же, что и он. Оставшимся наёмникам удаётся усыпить Сато, но он успевает выпустить чёрного призрака. Тот, натренированный двигаться самостоятельно, убивает двоих наёмников и воскрешает Сато. Нагаи успевает прикрыть Хирасаву собой, и в результате недолгой стычки все соперники Сато теряют сознание. Сато убивает спрятавшегося в убежище Кэйити, проделав в прочнейшей стене отверстие, но убить Ри ему не даёт Танака: он убеждает главаря, что добавил её в список по ошибке. Тосаки опечатывает здание. Ему звонит неизвестный. Кэй понимает, что никакие стены не удержат Сато, и догадывается, как именно ему удалось пробить стену убежища: он отрезал себе руку и застрелился, приставив обрубок к стене, отросшая рука попросту заменила собой кусок стены. Также он проделывает дыры в двери, ведущей на крышу, чтобы убежать от Сато, пообещавшего отрезать ему голову. Хирасава сталкивает Накано на землю, а Кэй замечает, что у него идёт кровь. Наёмник спокойно сообщает, что пуля Сато всё-таки попала в зазор между пластинами бронежилета, и жить ему осталось недолго, а Нагаи стал для него кем-то вроде внука. Он сталкивает вниз и Кэя, после чего погибает в рукопашной схватке с Сато. Накано увозит воскресшего на глазах репортёров Кэя подальше от здания, и тот, потрясённый словами Хирасавы, отказывается от дальнейшей борьбы, ссорится с Накано, доказывая ему, что жизни других людей важны для всех избирательно, и уходит восвояси. Танаке удаётся скрыться. |                      |                        |                      |                        |
| 10 | 7 апреля 2017 года   | ISBN 978-4-06-388248-3 | 1 октября 2021 года  | ISBN 978-5-91996-326-4 |
| - 44. Узы крови (яп. 血筋 тисудзи) - 45. U & I - 46. Доброе утро, до завтра (яп. おはよう、またした охаё:, мата асита) - 47. Call of Duty: Infinite Warfare - 48. Сборище неудачников (яп. 負け犬共 макэинудомо) |                      |                        |                      |                        |
| Перед отбытием из Японии Кэй решает позвонить матери. Та ругает его за сражения с террористами и советует бежать, делать то, что он должен, а после объясняет Эрико причины поступков сына. Невеста Тосаки, Ай, умирает, и Сокабэ открыто просит Ю уступить ему должность, намекая, что ему известно обо всех нелюдях, которых Тосаки скрыл от начальства. Первым японским нелюдем оказывается девушка по имени Дзюн Судзуки. После поимки её вывезли к себе американцы, и сейчас она живёт в исследовательском центре в штате Мэриленд, где с нелюдями обходятся лучше, чем в Японии. Учёные там обнаруживают, что пулевое ранение Юскэ, друга Синъи Накамуры, затянулось. Огура считает, что этому поспособствовали частицы IBM Синъи, выпущенные тем в состоянии «Flood» после его смерти. Вставка воспоминаний Сато: после потери ноги на него выходит мафия, и тот соглашается переехать в Японию, на родину многих видеоигр, для обучения преступников боевым навыкам, однако на собрание якудза нападает китайская группировка, и нанимателей Сато убивают, однако ему удаётся справиться с атаковавшими и стать одним из самых опасных преступников Японии. Он понимает, что стал нелюдем, когда загнавшие его в угол следователи убивают его без суда. Наши дни. Правительство соглашается устроить переговоры с Сато, но одновременно принимает закон о контроле нелюдей, позволяющий их захват, не ограниченный рамками конвенции о правах человека. Сато обновляет сайт ajin.com, но остаётся недоволен миротворческими настроениями Танаки. Кэй возвращается на аванпост и сообщает Тосаки, Идзуми и Накано, что остаётся в игре, надеясь даже на шанс победить в 0,000001 %. |                      |                        |                      |                        |
| 11 | 7 сентября 2017 года | ISBN 978-4-06-388285-8 | 16 февраля 2021 года | ISBN 978-5-91996-143-7 |
| - 44. Steep Road (яп. スティープ ロード сути:пу ро:до) - 45. Земля обетованная (яп. 約束の地 якусоку но ти) - 46. Fury (яп. フューリー фю:ри:) - 47. When Where Who - 48. Conviction (яп. コンヴィクション конвикусён) |                      |                        |                      |                        |
| В начале тома показывают, что Кэй Нагаи родился с гипоксией дыхательных путей и умер, но сразу же воскрес. Местом встречи с министром здравоохранения Сато выбирает родной город Кэя — Ируму. На место встречи приезжает один Танака, уверенный, что Сато задерживается. Одновременно Кэй понимает, что у Сато другая цель — фестиваль, проводимый на авиабазе сил самообороны города, куда прибудет и премьер-министр. Сато появляется на входе в оцепленную зону, но охрана узнаёт его и арестовывает. На взлётно-посадочной полосе обнаруживается второй Сато, который начинает стрелять по премьер-министру и бросает в толпу три медицинских сумки. В связи с этим первого Сато, представившегося торговцем картинами и фотографом, развязывают. Одновременно выясняется, что второй Сато — IBM, одетый в одежду Сато, с предварительно отрезанной головой самого Сато на плечах. Охранники министра усыпляют Танаку, Симомура решает его освободить, Кэй и Накано отправляются на военную базу, а Тосаки убивает Сокабэ, угрожавшего ему пистолетом в связи с пропажей всех досье комитета по делам нелюдей. Тот успевает ранить его в бок шилом, но Тосаки прячет раны от товарищей и только говорит Симомуре, что она сможет выйти из игры в любой момент. |                      |                        |                      |                        |
| 12 | 7 мая 2018           | ISBN 978-4-06-511462-9 |                      |                        |
| - 54. "Greater Cause" (яп. 大義 Taigi) - 54.5. "Greater Cause 2" (яп. 大義2 Taigi 2) - 54.6. "Greater Cause 3" (яп. 大義3 Taigi 3) - 55. "Paradise" (яп. パラダイス Paradaisu) - 55.5. "Paradise 2" (яп. パラダイス2 Paradaisu 2) - 56. "Rolling Star" - 57. "Beyond Theory" (яп. 論理を越えて Ronri wo Koete) |                      |                        |                      |                        |
| 13 | 7 ноября 2018        | ISBN 978-4-06-513444-3 |                      |                        |
| - 58. "Everything that has a beginning has an end" - 59. "H-Hour" - 60. "D-day" - 60.5 "D-day 2" - 61. "ADGp" - 62. "Trash mob" |                      |                        |                      |                        |
| 14 | 7 июня 2019          | ISBN 978-4-06-516045-9 |                      |                        |
| - 63. "Strike Back" - 64. "Him" (яп. それは Soreha) - 65. "The Showdown Comes" (яп. 対立の時 Tairitsu no Toki) - 66. "Dead Heat" (яп. 平等に Byōdō ni) - 66.5. "Dead Heat 2" (яп. 平等に2 Byōdō ni 2) - 67. "Victory" (яп. 勝利 Shōri) |                      |                        |                      |                        |
| 15 | 7 ноября 2019        | ISBN 978-4-06-517509-5 |                      |                        |
| - 68. "Fresh Slate" - 69. "Kaito" - 70. "Dedication" - 71. "Deliberation" - 72. "Limit" - 73. "Worst" |                      |                        |                      |                        |
| 16 | 7 мая 2020           | ISBN 978-4-06-519476-8 |                      |                        |
| - 74. "Flood" - 74.5. "Flood 2" - 75. "Leap into the Unknown" - 75.5. "Leap into the Unknown 2" - 76. "Diehards" - 77. "Gloria" - 78. "Final Run" |                      |                        |                      |                        |
| 17 | 7 мая 2021           |                        |                      |                        |